# قرنبياوات
القرنبياوات أو تحت فصيلة خنافس سيرامبيسيني طويلة القرون (الاسم العلمي: Cerambycinae) هي أسرة من الحشرات تتبع فصيلة الخنافس الطويلة القرون من رتبة الخنافس.

## أجناس القرنبياوات
- القرنبي